# Wykupek

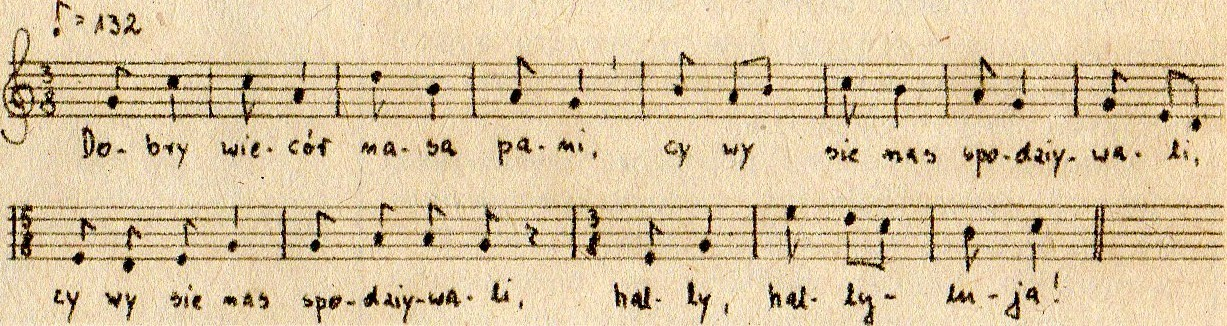
Melodia powitania

Wykupek – mazurski wielkanocny zwyczaj regionalny.
Obyczaj pochodzi od starej formy obrzędowej – kolędowania wielkanocnego. Po wsiach chodziły zazwyczaj dwie grupy tzw. wykupnioków: dziecięca i młodzieżowa (około 18-20 lat). Dzieci wykrzykiwały rytmicznie niedługie wierszowane oracje nazywane przeproskami lub wyrockami. Za wykrzyczany wyrocek dzieci dostawały wykupek, czyli najczęściej malowane jaja, czy też kawałki świątecznego kołacza. Ta grupa miała charakter bardziej zabawowy. Obrzędowy charakter posiadały działania grup starszych. Na nich gospodarze oczekiwali w izbach mieszkalnych. Repertuar starszych wykupnioków miał stałą formę:
- zapytanie o to, czy mogą wejść do domu (bardzo rzadko nie przyjmowano ich do izby),
- odśpiewanie lokalnych pieśni z refrenem Hally, hallyluja (z czasem w repertuar włączono inne pieśni religijne, np. Wesoły nam dzień nastał, czy Chrystus zmartwychwstan jest),
- przeprosek (różnej długości oracja wygłaszana przed gospodarzem: wyliczanie zapasów żywnościowych rodziny, życzenia dobrego męża dla córki i prośba o wykup)[1].

Po odebraniu wykupka (najczęściej malowanych jaj, pieczywa świątecznego, czy kiełbasy, rzadko pieniędzy) dziękowano gospodarzom pieśnią Dziynkujem wam moja pani. 
Kolędowanie odbywało się w drugie święto Wielkiej Nocy od obiadu do wieczora, a czasem przez całą noc. Nie omijano żadnego gospodarstwa we wsi.
W niektórych rejonach wykupek łączył się z tzw. smaganiem – dary chroniły przed wysmaganiem rózgami.
Zwyczaj wykupka zachował się do czasów obecnych w nielicznych wsiach mazurskich.